# Parasemia brunnescens
Parasemia brunnescens là một loài bướm đêm thuộc phân họ Arctiinae, họ Erebidae.